# Campeonato de Fútbol de Costa Rica 1981
La temporada 1981 de la Liga Superior fue la 62.ª edición de la máxima categoría del sistema de Ligas costarricenses de fútbol. Se disputó desde el 3 de mayo de 1981 y concluyó el 10 de enero de 1982.
El equipo Herediano se proclamó campeón al ganar la gran final ante Limonense.

## Sistema de competición
La temporada de la Liga Superior estuvo conformada en tres partes:
- Fase de clasificación: Se integró por las 27 jornadas del certamen.
- Fase pentagonal: Se integró por un grupo con los cinco mejores equipos.
- Gran final: Disputaron la serie el líder de la clasificación y el líder de la pentagonal.

### Fase de clasificación
En la fase de clasificación se observó el sistema de puntos. La ubicación en la tabla general, estuvo sujeta a lo siguiente:
- Por juego ganado se otorgaron dos puntos.
- Por juego empatado se otorgó un punto.
- Por juego perdido no se otorgaron puntos.

En esta fase participaron los 10 clubes de la Liga Superior jugando todos contra todos durante las 27 jornadas respectivas a lo largo de la temporada, a visita recíproca durante tres vueltas.
El orden de los clubes al final de la fase de clasificación del torneo correspondió a la suma de los puntos obtenidos por cada uno de ellos y se presentó en forma descendente. Si al finalizar las 27 jornadas del torneo, dos o más clubes estuviesen empatados en puntos, su posición en la tabla general fue determinada atendiendo a los siguientes criterios de desempate:
1. Mayor diferencia positiva general de goles. Este resultado se obtiene mediante la sumatoria de los goles anotados a todos los rivales, en cada campeonato menos los goles recibidos de estos.
2. Mayor cantidad de goles a favor, anotados a todos los rivales dentro de la misma competencia.
3. Mejor puntuación particular que hayan conseguido en las confrontaciones particulares entre ellos mismos.
4. Mayor diferencia positiva particular de goles, la cual se obtiene sumando los goles de los equipos empatados y restándole los goles recibidos.
5. Mayor cantidad de goles a favor que hayan conseguido en las confrontaciones entre ellos mismos.
6. Como última alternativa, el ente organizador realizaría un sorteo para el desempate.

El último equipo clasificado sería reemplazado por el campeón de la segunda categoría para la siguiente campaña.

### Fase pentagonal
Al término de las 27 jornadas de la fase anterior, los cinco mejores equipos ubicados según su grupo disputan una pentagonal, y el equipo que obtuvo el primer lugar de la clasificación general se asegura un puesto en la gran final de manera automática. Si este repite su condición de líder, se corona campeón, de lo contrario si otro club consigue el primer lugar de esta segunda fase, se extiende el campeonato a una serie final. En total se desarrollaron 10 fechas de visita recíproca.

### Gran final
Se disputó entre el líder de la etapa de clasificación y el líder de la pentagonal a dos partidos para definir un campeón.

## Información de los equipos
Tomaron parte en el torneo diez clubes, teniendo como ascendido el equipo de San José que regresó a la máxima categoría.
| Equipo      | Entrenador        | Ciudad     | Estadio           |
| ----------- | ----------------- | ---------- | ----------------- |
| Alajuelense | Milan Kollár      | Alajuela   | Morera Soto       |
| Cartaginés  | Luis Borghini     | Cartago    | "Fello" Meza      |
| Herediano   | Odir Jacques      | Heredia    | Rosabal Cordero   |
| Limonense   | Leroy Lewis       | Limón      | Juan Gobán        |
| Puntarenas  | Francisco Tercero | Puntarenas | "Lito" Pérez      |
| Ramonense   | Didier Castro     | San Ramón  | Guillermo Vargas  |
| San Carlos  | Hugo Jiménez      | Quesada    | Carlos Ugalde     |
| San José    | Antonio Moyano    | San José   | Rosabal Cordero   |
| San Miguel  | Álvaro Cascante   | Guadalupe  | "Colleya" Fonseca |
| Saprissa    | Walter Elizondo   | Tibás      | Ricardo Saprissa  |

### Relevo de plazas
| Descendido a Liga Mayor |
| ----------------------- |
| Municipal Turrialba     |

| Ascendido de Liga Mayor |
| ----------------------- |
| Municipal San José      |

## Fase de clasificación

### Tabla de posiciones
| Pos. | Equipo               | Pts. | PJ | G  | E  | P  | GF | GC | Dif. | Notas                     |
| ---- | -------------------- | ---- | -- | -- | -- | -- | -- | -- | ---- | ------------------------- |
| 1    | A. D. Limonense      | 41   | 27 | 18 | 5  | 4  | 40 | 23 | +17  | Clasifica a la gran final |
| 2    | Deportivo Saprissa   | 40   | 27 | 17 | 6  | 4  | 53 | 22 | +31  | Clasifica a la pentagonal |
| 3    | C. S. Herediano      | 36   | 27 | 14 | 8  | 5  | 40 | 26 | +14  | Clasifica a la pentagonal |
| 4    | L. D. Alajuelense    | 35   | 27 | 12 | 11 | 4  | 34 | 19 | +15  | Clasifica a la pentagonal |
| 5    | A. D. San Carlos     | 30   | 27 | 11 | 8  | 8  | 25 | 25 | 0    | Clasifica a la pentagonal |
| 6    | A. D. Ramonense      | 20   | 27 | 5  | 10 | 12 | 29 | 41 | −12  |                           |
| 7    | Municipal San José   | 19   | 27 | 5  | 9  | 13 | 30 | 40 | −10  |                           |
| 8    | C. S. Cartaginés     | 19   | 27 | 5  | 9  | 13 | 16 | 36 | −20  |                           |
| 9    | Municipal Puntarenas | 17   | 27 | 6  | 5  | 16 | 22 | 36 | −14  |                           |
| 10   | A. D. San Miguel     | 13   | 27 | 4  | 5  | 18 | 22 | 43 | −21  | Descenso de categoría     |

 Fuente: La República
Criterios de clasificación: Puntos · Diferencia de goles · Goles a favor

## Resultados
| Jornada 1          | Jornada 1 | Jornada 1  | Jornada 1        | Jornada 1 | Jornada 1 |
| Local              | Resultado | Visitante  | Estadio          | Fecha     |           |
| ------------------ | --------- | ---------- | ---------------- | --------- | --------- |
| Alajuelense        | 2 - 0     | Puntarenas | Morera Soto      | 3 de mayo |           |
| Saprissa           | 1 - 0     | Herediano  | Ricardo Saprissa | 3 de mayo |           |
| San Carlos         | 0 - 0     | Ramonense  | Carlos Ugalde    | 3 de mayo |           |
| San José           | 3 - 0     | San Miguel | Rosabal Cordero  | 3 de mayo |           |
| Limonense          | 4 - 0     | Cartaginés | Juan Gobán       | 3 de mayo |           |
| Total de goles: 10 |           |            |                  |           |           |

| Jornada 2          | Jornada 2 | Jornada 2   | Jornada 2       | Jornada 2  | Jornada 2 |
| Local              | Resultado | Visitante   | Estadio         | Fecha      |           |
| ------------------ | --------- | ----------- | --------------- | ---------- | --------- |
| Herediano          | 1 - 0     | Alajuelense | Rosabal Cordero | 10 de mayo |           |
| Cartaginés         | 0 - 3     | Saprissa    | Fello Meza      | 10 de mayo |           |
| Limonense          | 1 - 0     | San Carlos  | Juan Gobán      | 10 de mayo |           |
| Puntarenas         | 2 - 3     | San José    | Lito Pérez      | 10 de mayo |           |
| San Miguel         | 0 - 0     | Ramonense   | Coyella Fonseca | 10 de mayo |           |
| Total de goles: 10 |           |             |                 |            |           |

| Jornada 3         | Jornada 3 | Jornada 3  | Jornada 3        | Jornada 3  | Jornada 3 |
| Local             | Resultado | Visitante  | Estadio          | Fecha      |           |
| ----------------- | --------- | ---------- | ---------------- | ---------- | --------- |
| Saprissa          | 0 - 1     | Limonense  | Ricardo Saprissa | 17 de mayo |           |
| San José          | 1 - 2     | Herediano  | Rosabal Cordero  | 17 de mayo |           |
| Ramonense         | 1 - 0     | Puntarenas | Guillermo Vargas | 17 de mayo |           |
| Alajuelense       | 0 - 0     | Cartaginés | Morera Soto      | 17 de mayo |           |
| San Carlos        | 2 - 1     | San Miguel | Carlos Ugalde    | 17 de mayo |           |
| Total de goles: 8 |           |            |                  |            |           |

| Jornada 4          | Jornada 4 | Jornada 4   | Jornada 4        | Jornada 4  | Jornada 4 |
| Local              | Resultado | Visitante   | Estadio          | Fecha      |           |
| ------------------ | --------- | ----------- | ---------------- | ---------- | --------- |
| Limonense          | 0 - 0     | Alajuelense | Juan Gobán       | 24 de mayo |           |
| Herediano          | 3 - 4     | Ramonense   | Rosabal Cordero  | 24 de mayo |           |
| Cartaginés         | 0 - 0     | San José    | Fello Meza       | 24 de mayo |           |
| Saprissa           | 4 - 2     | San Carlos  | Ricardo Saprissa | 24 de mayo |           |
| Puntarenas         | 2 - 1     | San Miguel  | Lito Pérez       | 24 de mayo |           |
| Total de goles: 16 |           |             |                  |            |           |

| Jornada 5          | Jornada 5 | Jornada 5  | Jornada 5        | Jornada 5  | Jornada 5 |
| Local              | Resultado | Visitante  | Estadio          | Fecha      |           |
| ------------------ | --------- | ---------- | ---------------- | ---------- | --------- |
| San Carlos         | 2 - 1     | Puntarenas | Carlos Ugalde    | 31 de mayo |           |
| San Miguel         | 1 - 1     | Herediano  | Coyella Fonseca  | 31 de mayo |           |
| Ramonense          | 1 - 1     | Cartaginés | Guillermo Vargas | 31 de mayo |           |
| San José           | 1 - 3     | Limonense  | Rosabal Cordero  | 31 de mayo |           |
| Alajuelense        | 0 - 0     | Saprissa   | Morera Soto      | 31 de mayo |           |
| Total de goles: 11 |           |            |                  |            |           |

| Jornada 6          | Jornada 6 | Jornada 6  | Jornada 6        | Jornada 6  | Jornada 6 |
| Local              | Resultado | Visitante  | Estadio          | Fecha      |           |
| ------------------ | --------- | ---------- | ---------------- | ---------- | --------- |
| Saprissa           | 2 - 1     | San José   | Ricardo Saprissa | 7 de junio |           |
| Alajuelense        | 0 - 0     | San Carlos | Morera Soto      | 7 de junio |           |
| Herediano          | 3 - 1     | Puntarenas | Rosabal Cordero  | 7 de junio |           |
| Cartaginés         | 2 - 1     | San Miguel | Fello Meza       | 7 de junio |           |
| Limonense          | 1 - 0     | Ramonense  | Juan Gobán       | 7 de junio |           |
| Total de goles: 11 |           |            |                  |            |           |

| Jornada 7         | Jornada 7 | Jornada 7   | Jornada 7        | Jornada 7   | Jornada 7 |
| Local             | Resultado | Visitante   | Estadio          | Fecha       |           |
| ----------------- | --------- | ----------- | ---------------- | ----------- | --------- |
| San Miguel        | 0 - 1     | Limonense   | Coyella Fonseca  | 14 de junio |           |
| Ramonense         | 2 - 0     | Saprissa    | Guillermo Vargas | 14 de junio |           |
| San José          | 0 - 0     | Alajuelense | Rosabal Cordero  | 14 de junio |           |
| San Carlos        | 2 - 1     | Herediano   | Carlos Ugalde    | 14 de junio |           |
| Puntarenas        | 1 - 0     | Cartaginés  | Lito Pérez       | 14 de junio |           |
| Total de goles: 7 |           |             |                  |             |           |

| Jornada 8          | Jornada 8 | Jornada 8  | Jornada 8        | Jornada 8   | Jornada 8 |
| Local              | Resultado | Visitante  | Estadio          | Fecha       |           |
| ------------------ | --------- | ---------- | ---------------- | ----------- | --------- |
| Limonense          | 1 - 0     | Puntarenas | Juan Gobán       | 21 de junio |           |
| Alajuelense        | 3 - 0     | Ramonense  | Morera Soto      | 21 de junio |           |
| Saprissa           | 3 - 1     | San Miguel | Ricardo Saprissa | 21 de junio |           |
| San José           | 0 - 1     | San Carlos | Rosabal Cordero  | 21 de junio |           |
| Cartaginés         | 2 - 1     | Herediano  | Fello Meza       | 21 de junio |           |
| Total de goles: 12 |           |            |                  |             |           |

| Jornada 9          | Jornada 9 | Jornada 9   | Jornada 9        | Jornada 9   | Jornada 9 |
| Local              | Resultado | Visitante   | Estadio          | Fecha       |           |
| ------------------ | --------- | ----------- | ---------------- | ----------- | --------- |
| Herediano          | 3 - 1     | Limonense   | Rosabal Cordero  | 28 de junio |           |
| San Miguel         | 1 - 1     | Alajuelense | Coyella Fonseca  | 28 de junio |           |
| Puntarenas         | 0 - 1     | Saprissa    | Lito Pérez       | 28 de junio |           |
| San Carlos         | 3 - 0     | Cartaginés  | Carlos Ugalde    | 28 de junio |           |
| Ramonense          | 2 - 1     | San José    | Guillermo Vargas | 28 de junio |           |
| Total de goles: 13 |           |             |                  |             |           |

| Jornada 10        | Jornada 10 | Jornada 10  | Jornada 10       | Jornada 10 | Jornada 10 |
| Local             | Resultado  | Visitante   | Estadio          | Fecha      |            |
| ----------------- | ---------- | ----------- | ---------------- | ---------- | ---------- |
| Cartaginés        | 1 - 2      | Limonense   | Fello Meza       | 5 de julio |            |
| Herediano         | 1 - 1      | Saprissa    | Rosabal Cordero  | 5 de julio |            |
| Ramonense         | 0 - 0      | San Carlos  | Guillermo Vargas | 5 de julio |            |
| Puntarenas        | 0 - 2      | Alajuelense | Lito Pérez       | 5 de julio |            |
| San Miguel        | 0 - 0      | San José    | Coyella Fonseca  | 5 de julio |            |
| Total de goles: 7 |            |             |                  |            |            |

| Jornada 11        | Jornada 11 | Jornada 11 | Jornada 11       | Jornada 11  | Jornada 11 |
| Local             | Resultado  | Visitante  | Estadio          | Fecha       |            |
| ----------------- | ---------- | ---------- | ---------------- | ----------- | ---------- |
| San Carlos        | 1 - 1      | Limonense  | Carlos Ugalde    | 12 de julio |            |
| Saprissa          | 1 - 2      | Cartaginés | Ricardo Saprissa | 12 de julio |            |
| Alajuelense       | 1 - 1      | Herediano  | Morera Soto      | 12 de julio |            |
| Ramonense         | 2 - 0      | San Miguel | Guillermo Vargas | 12 de julio |            |
| San José          | 0 - 0      | Puntarenas | Rosabal Cordero  | 12 de julio |            |
| Total de goles: 9 |            |            |                  |             |            |

| Jornada 12        | Jornada 12 | Jornada 12  | Jornada 12      | Jornada 12  | Jornada 12 |
| Local             | Resultado  | Visitante   | Estadio         | Fecha       |            |
| ----------------- | ---------- | ----------- | --------------- | ----------- | ---------- |
| Limonense         | 2 - 3      | Saprissa    | Juan Gobán      | 19 de julio |            |
| San Miguel        | 2 - 0      | San Carlos  | Coyella Fonseca | 19 de julio |            |
| Cartaginés        | 0 - 0      | Alajuelense | Fello Meza      | 19 de julio |            |
| Puntarenas        | 0 - 0      | Ramonense   | Lito Pérez      | 19 de julio |            |
| Herediano         | 1 - 1      | San José    | Rosabal Cordero | 19 de julio |            |
| Total de goles: 9 |            |             |                 |             |            |

| Jornada 13        | Jornada 13 | Jornada 13 | Jornada 13       | Jornada 13  | Jornada 13 |
| Local             | Resultado  | Visitante  | Estadio          | Fecha       |            |
| ----------------- | ---------- | ---------- | ---------------- | ----------- | ---------- |
| San Carlos        | 0 - 0      | Saprissa   | Carlos Ugalde    | 26 de julio |            |
| Ramonense         | 0 - 1      | Herediano  | Guillermo Vargas | 26 de julio |            |
| San José          | 4 - 0      | Cartaginés | Rosabal Cordero  | 26 de julio |            |
| San Miguel        | 0 - 1      | Puntarenas | Coyella Fonseca  | 26 de julio |            |
| Alajuelense       | 3 - 0      | Limonense  | Morera Soto      | 26 de julio |            |
| Total de goles: 9 |            |            |                  |             |            |

| Jornada 14         | Jornada 14 | Jornada 14  | Jornada 14       | Jornada 14  | Jornada 14 |
| Local              | Resultado  | Visitante   | Estadio          | Fecha       |            |
| ------------------ | ---------- | ----------- | ---------------- | ----------- | ---------- |
| Saprissa           | 1 - 1      | Alajuelense | Ricardo Saprissa | 2 de agosto |            |
| Puntarenas         | 3 - 0      | San Carlos  | Lito Pérez       | 2 de agosto |            |
| Cartaginés         | 1 - 1      | Ramonense   | Fello Meza       | 2 de agosto |            |
| Limonense          | 2 - 2      | San José    | Juan Gobán       | 2 de agosto |            |
| Herediano          | 2 - 0      | San Miguel  | Rosabal Cordero  | 2 de agosto |            |
| Total de goles: 13 |            |             |                  |             |            |

| Jornada 15         | Jornada 15 | Jornada 15  | Jornada 15       | Jornada 15     | Jornada 15 |
| Local              | Resultado  | Visitante   | Estadio          | Fecha          |            |
| ------------------ | ---------- | ----------- | ---------------- | -------------- | ---------- |
| Ramonense          | 1 - 2      | Limonense   | Guillermo Vargas | 9 de agosto    |            |
| San José           | 1 - 4      | Saprissa    | Rosabal Cordero  | 9 de agosto    |            |
| San Carlos         | 1 - 0      | Alajuelense | Carlos Ugalde    | 9 de agosto    |            |
| Puntarenas         | 0 - 1      | Herediano   | Lito Pérez       | 9 de agosto    |            |
| San Miguel         | 1 - 0      | Cartaginés  | Coyella Fonseca  | 9-19 de agosto |            |
| Total de goles: 11 |            |             |                  |                |            |

| Jornada 16         | Jornada 16 | Jornada 16 | Jornada 16       | Jornada 16   | Jornada 16 |
| Local              | Resultado  | Visitante  | Estadio          | Fecha        |            |
| ------------------ | ---------- | ---------- | ---------------- | ------------ | ---------- |
| Limonense          | 1 - 0      | San Miguel | Juan Gobán       | 16 de agosto |            |
| Saprissa           | 7 - 2      | Ramonense  | Ricardo Saprissa | 16 de agosto |            |
| Alajuelense        | 2 - 1      | San José   | Morera Soto      | 16 de agosto |            |
| Herediano          | 1 - 0      | San Carlos | Rosabal Cordero  | 16 de agosto |            |
| Cartaginés         | 1 - 2      | Puntarenas | Fello Meza       | 16 de agosto |            |
| Total de goles: 17 |            |            |                  |              |            |

| Jornada 17         | Jornada 17 | Jornada 17  | Jornada 17       | Jornada 17   | Jornada 17 |
| Local              | Resultado  | Visitante   | Estadio          | Fecha        |            |
| ------------------ | ---------- | ----------- | ---------------- | ------------ | ---------- |
| Puntarenas         | 1 - 2      | Limonense   | Lito Pérez       | 23 de agosto |            |
| San Miguel         | 0 - 2      | Saprissa    | Coyella Fonseca  | 23 de agosto |            |
| Ramonense          | 1 - 2      | Alajuelense | Guillermo Vargas | 23 de agosto |            |
| Herediano          | 0 - 0      | Cartaginés  | Rosabal Cordero  | 23 de agosto |            |
| San Carlos         | 2 - 1      | San José    | Carlos Ugalde    | 23 de agosto |            |
| Total de goles: 11 |            |             |                  |              |            |

| Jornada 18         | Jornada 18 | Jornada 18 | Jornada 18       | Jornada 18   | Jornada 18 |
| Local              | Resultado  | Visitante  | Estadio          | Fecha        |            |
| ------------------ | ---------- | ---------- | ---------------- | ------------ | ---------- |
| Limonense          | 2 - 2      | Herediano  | Juan Gobán       | 30 de agosto |            |
| Saprissa           | 3 - 0      | Puntarenas | Ricardo Saprissa | 30 de agosto |            |
| Alajuelense        | 2 - 1      | San Miguel | Morera Soto      | 30 de agosto |            |
| Cartaginés         | 0 - 1      | San Carlos | Fello Meza       | 30 de agosto |            |
| San José           | 1 - 1      | Ramonense  | Rosabal Cordero  | 30 de agosto |            |
| Total de goles: 13 |            |            |                  |              |            |

| Jornada 19         | Jornada 19 | Jornada 19 | Jornada 19       | Jornada 19      | Jornada 19 |
| Local              | Resultado  | Visitante  | Estadio          | Fecha           |            |
| ------------------ | ---------- | ---------- | ---------------- | --------------- | ---------- |
| Saprissa           | 0 - 1      | Herediano  | Ricardo Saprissa | 6 de septiembre |            |
| Limonense          | 2 - 0      | Cartaginés | Juan Gobán       | 6 de septiembre |            |
| Alajuelense        | 2 - 1      | Puntarenas | Morera Soto      | 6 de septiembre |            |
| San Carlos         | 3 - 2      | Ramonense  | Carlos Ugalde    | 6 de septiembre |            |
| San José           | 2 - 3      | San Miguel | Rosabal Cordero  | 6 de septiembre |            |
| Total de goles: 16 |            |            |                  |                 |            |

| Jornada 20        | Jornada 20 | Jornada 20  | Jornada 20       | Jornada 20       | Jornada 20 |
| Local             | Resultado  | Visitante   | Estadio          | Fecha            |            |
| ----------------- | ---------- | ----------- | ---------------- | ---------------- | ---------- |
| Herediano         | 0 - 0      | Alajuelense | Rosabal Cordero  | 13 de septiembre |            |
| Saprissa          | 2 - 0      | Cartaginés  | Ricardo Saprissa | 13 de septiembre |            |
| Limonense         | 1 - 0      | San Carlos  | Juan Gobán       | 13 de septiembre |            |
| Ramonense         | 1 - 3      | San Miguel  | Guillermo Vargas | 13 de septiembre |            |
| San José          | 2 - 0      | Puntarenas  | Rosabal Cordero  | 17 de septiembre |            |
| Total de goles: 9 |            |             |                  |                  |            |

| Jornada 21         | Jornada 21 | Jornada 21 | Jornada 21       | Jornada 21       | Jornada 21 |
| Local              | Resultado  | Visitante  | Estadio          | Fecha            |            |
| ------------------ | ---------- | ---------- | ---------------- | ---------------- | ---------- |
| Saprissa           | 1 - 0      | Limonense  | Ricardo Saprissa | 20 de septiembre |            |
| Herediano          | 3 - 2      | San José   | Rosabal Cordero  | 20 de septiembre |            |
| Alajuelense        | 2 - 1      | Cartaginés | Morera Soto      | 20 de septiembre |            |
| San Miguel         | 0 - 2      | San Carlos | Coyella Fonseca  | 20 de septiembre |            |
| Ramonense          | 2 - 2      | Puntarenas | Guillermo Vargas | 20 de septiembre |            |
| Total de goles: 15 |            |            |                  |                  |            |

| Jornada 22         | Jornada 22 | Jornada 22 | Jornada 22       | Jornada 22       | Jornada 22 |
| Local              | Resultado  | Visitante  | Estadio          | Fecha            |            |
| ------------------ | ---------- | ---------- | ---------------- | ---------------- | ---------- |
| Saprissa           | 1 - 0      | San Carlos | Ricardo Saprissa | 27 de septiembre |            |
| Alajuelense        | 1 - 1      | Limonense  | Morera Soto      | 27 de septiembre |            |
| Herediano          | 2 - 1      | Ramonense  | Rosabal Cordero  | 27 de septiembre |            |
| Puntarenas         | 2 - 1      | San Miguel | Lito Pérez       | 27 de septiembre |            |
| San José           | 1 - 1      | Cartaginés | Rosabal Cordero  | 29 de septiembre |            |
| Total de goles: 11 |            |            |                  |                  |            |

| Jornada 23         | Jornada 23 | Jornada 23  | Jornada 23       | Jornada 23   | Jornada 23 |
| Local              | Resultado  | Visitante   | Estadio          | Fecha        |            |
| ------------------ | ---------- | ----------- | ---------------- | ------------ | ---------- |
| Saprissa           | 4 - 2      | Alajuelense | Ricardo Saprissa | 4 de octubre |            |
| Limonense          | 1 - 0      | San José    | Juan Gobán       | 4 de octubre |            |
| Herediano          | 3 - 2      | San Miguel  | Rosabal Cordero  | 4 de octubre |            |
| Puntarenas         | 0 - 0      | San Carlos  | Lito Pérez       | 4 de octubre |            |
| Ramonense          | 1 - 1      | Cartaginés  | Guillermo Vargas | 4 de octubre |            |
| Total de goles: 14 |            |             |                  |              |            |

| Jornada 24        | Jornada 24 | Jornada 24  | Jornada 24       | Jornada 24    | Jornada 24 |
| Local             | Resultado  | Visitante   | Estadio          | Fecha         |            |
| ----------------- | ---------- | ----------- | ---------------- | ------------- | ---------- |
| San Miguel        | 0 - 1      | Cartaginés  | Coyella Fonseca  | 11 de octubre |            |
| Saprissa          | 4 - 0      | San José    | Ricardo Saprissa | 11 de octubre |            |
| Limonense         | 2 - 1      | Ramonense   | Juan Gobán       | 11 de octubre |            |
| San Carlos        | 1 - 0      | Alajuelense | Carlos Ugalde    | 11 de octubre |            |
| Herediano         | 0 - 0      | Puntarenas  | Rosabal Cordero  | 12 de octubre |            |
| Total de goles: 9 |            |             |                  |               |            |

| Jornada 25         | Jornada 25 | Jornada 25 | Jornada 25       | Jornada 25    | Jornada 25 |
| Local              | Resultado  | Visitante  | Estadio          | Fecha         |            |
| ------------------ | ---------- | ---------- | ---------------- | ------------- | ---------- |
| Saprissa           | 1 - 1      | Ramonense  | Ricardo Saprissa | 18 de octubre |            |
| Limonense          | 3 - 1      | San Miguel | Juan Gobán       | 18 de octubre |            |
| Herediano          | 4 - 1      | San Carlos | Rosabal Cordero  | 18 de octubre |            |
| Alajuelense        | 2 - 0      | San José   | Morera Soto      | 18 de octubre |            |
| Puntarenas         | 0 - 1      | Cartaginés | Lito Pérez       | 18 de octubre |            |
| Total de goles: 14 |            |            |                  |               |            |

| Jornada 26        | Jornada 26 | Jornada 26 | Jornada 26       | Jornada 26    | Jornada 26 |
| Local             | Resultado  | Visitante  | Estadio          | Fecha         |            |
| ----------------- | ---------- | ---------- | ---------------- | ------------- | ---------- |
| Saprissa          | 0 - 0      | San Miguel | Ricardo Saprissa | 25 de octubre |            |
| Limonense         | 1 - 0      | Puntarenas | Juan Gobán       | 25 de octubre |            |
| Cartaginés        | 0 - 1      | Herediano  | Fello Meza       | 25 de octubre |            |
| San Carlos        | 0 - 0      | San José   | Carlos Ugalde    | 25 de octubre |            |
| Alajuelense       | 2 - 1      | Ramonense  | Morera Soto      | 25 de octubre |            |
| Total de goles: 5 |            |            |                  |               |            |

| Jornada 27         | Jornada 27 | Jornada 27 | Jornada 27       | Jornada 27     | Jornada 27 |
| Local              | Resultado  | Visitante  | Estadio          | Fecha          |            |
| ------------------ | ---------- | ---------- | ---------------- | -------------- | ---------- |
| Herediano          | 1 - 2      | Limonense  | Rosabal Cordero  | 1 de noviembre |            |
| Saprissa           | 4 - 2      | Puntarenas | Ricardo Saprissa | 1 de noviembre |            |
| Alajuelense        | 4 - 2      | San Miguel | Morera Soto      | 1 de noviembre |            |
| San Carlos         | 1 - 1      | Cartaginés | Carlos Ugalde    | 1 de noviembre |            |
| Ramonense          | 1 - 2      | San José   | Guillermo Vargas | 1 de noviembre |            |
| Total de goles: 20 |            |            |                  |                |            |

## Segunda fase

### Clasificación de la pentagonal
| Pos. | Equipo             | Pts. | PJ | G | E | P | GF | GC | Dif. | Notas                     |
| ---- | ------------------ | ---- | -- | - | - | - | -- | -- | ---- | ------------------------- |
| 1    | C. S. Herediano    | 12   | 8  | 5 | 2 | 1 | 16 | 9  | +7   | Clasifica a la gran final |
| 2    | Deportivo Saprissa | 9    | 8  | 3 | 3 | 2 | 10 | 5  | +5   |                           |
| 3    | L. D. Alajuelense  | 9    | 8  | 3 | 3 | 2 | 11 | 9  | +2   |                           |
| 4    | A. D. San Carlos   | 6    | 8  | 3 | 0 | 5 | 9  | 15 | −6   |                           |
| 5    | A. D. Limonense    | 4    | 8  | 1 | 2 | 5 | 9  | 17 | −8   |                           |

 Fuente: La República
Criterios de clasificación: Puntos · Diferencia de goles · Goles a favor

### Resultados
| Pentagonal         | Pentagonal | Pentagonal  | Pentagonal       | Pentagonal      | Pentagonal |
| Local              | Resultado  | Visitante   | Estadio          | Fecha           |            |
| ------------------ | ---------- | ----------- | ---------------- | --------------- | ---------- |
| Limonense          | 1 - 1      | Saprissa    | Ricardo Saprissa | 8 de noviembre  |            |
| San Carlos         | 0 - 2      | Alajuelense | Carlos Ugalde    | 8 de noviembre  |            |
| Herediano          | 2 - 1      | San Carlos  | Rosabal Cordero  | 11 de noviembre |            |
| Saprissa           | 0 - 0      | Herediano   | Ricardo Saprissa | 15 de noviembre |            |
| Alajuelense        | 1 - 1      | Limonense   | Morera Soto      | 17 de noviembre |            |
| Herediano          | 6 - 3      | Limonense   | Rosabal Cordero  | 22 de noviembre |            |
| Saprissa           | 4 - 0      | Alajuelense | Ricardo Saprissa | 24 de noviembre |            |
| Limonense          | 2 - 3      | San Carlos  | Ricardo Saprissa | 25 de noviembre |            |
| Alajuelense        | 2 - 2      | Herediano   | Morera Soto      | 29 de noviembre |            |
| San Carlos         | 0 - 1      | Saprissa    | Carlos Ugalde    | 29 de noviembre |            |
| Saprissa           | 1 - 2      | Limonense   | Ricardo Saprissa | 6 de diciembre  |            |
| Alajuelense        | 3 - 1      | San Carlos  | Morera Soto      | 8 de diciembre  |            |
| Herediano          | 2 - 0      | Saprissa    | Rosabal Cordero  | 9 de diciembre  |            |
| San Carlos         | 3 - 2      | Herediano   | Carlos Ugalde    | 13 de diciembre |            |
| Limonense          | 0 - 3      | Alajuelense | Ricardo Saprissa | 13 de diciembre |            |
| Saprissa           | 3 - 0      | San Carlos  | Ricardo Saprissa | 15 de diciembre |            |
| Limonense          | 0 - 1      | Herediano   | Ricardo Saprissa | 17 de diciembre |            |
| Alajuelense        | 0 - 0      | Saprissa    | Morera Soto      | 20 de diciembre |            |
| San Carlos         | 1 - 0      | Limonense   | Carlos Ugalde    | 20 de diciembre |            |
| Herediano          | 1 - 0      | Alajuelense | Rosabal Cordero  | 27 de diciembre |            |
| Total de goles: 55 |            |             |                  |                 |            |

## Gran final

### Limonense vs. Herediano
| Ida; 6 de enero de 1982, 20:00 | C. S. Herediano                                                      | 4:1 (1:1) | A. D. Limonense   | Estadio Rosabal Cordero, Heredia                               |                                                                |
|                                | - Minor Alpízar 15' - Germán Chavarría 48' - Nilton Nóbrega 61', 70' | Reporte   | - José Gordon 16' | Asistencia: 12 162 espectadores Árbitro(s): Luis Paulino Siles | Asistencia: 12 162 espectadores Árbitro(s): Luis Paulino Siles |

| Vuelta; 10 de enero de 1982, 11:00 | A. D. Limonense                       | 2:1 (1:1) (Global 3:5) | C. S. Herediano      | Estadio Ricardo Saprissa, Tibás, San José               |                                                         |
|                                    | - José Gordon 6' - José Contreras 85' | Reporte                | - Carlos Camacho 21' | Asistencia: 12 636 espectadores Árbitro(s): Berny Ulloa | Asistencia: 12 636 espectadores Árbitro(s): Berny Ulloa |

#### Final - ida
| -     | POR   | Rodolfo Mora      |                       |
|       | DEF   | Minor Alpízar     |                       |
|       | DEF   | Freddy Méndez     | Salió a los ' minutos |
|       | DEF   | Miguel Lacey      |                       |
|       | DEF   | Enrique Díaz      |                       |
|       | MED   | Germán Chavarría  |                       |
|       | MED   | Asdrúbal Paniagua | Salió a los ' minutos |
|       | MED   | Róger Álvarez     |                       |
|       | MED   | Carlos Camacho    |                       |
|       | DEL   | Nilton Nóbrega    |                       |
|       | DEL   | Marvin Obando     | Salió a los ' minutos |
| D. T. | D. T. | Odir Jacques      |                       |

| -     | POR   | Gerardo Granja    |                       |
|       | DEF   | Rodolfo Villalta  |                       |
|       | DEF   | Dennis Marshall   |                       |
|       | DEF   | Jorge Alfaro      |                       |
|       | DEF   | Catalino Fonseca  | Salió a los ' minutos |
|       | MED   | Hershell McLean   |                       |
|       | MED   | César Hines       |                       |
|       | MED   | José Contreras    | Salió a los ' minutos |
|       | MED   | José Gordon       | Salió a los ' minutos |
|       | DEL   | Howard Roper      |                       |
|       | DEL   | Franklin Williams |                       |
| D. T. | D. T. | Leroy Lewis       |                       |

| - | DEF | Carlos Campos      | Entró a los ' minutos |
|   | MED | Gerardo Villalobos | Entró a los ' minutos |
|   | DEL | Fernando Montero   | Entró a los ' minutos |

| - | DEF | Luis Forbes      | Entró a los ' minutos |
|   | MED | Guillermo Fuller | Entró a los ' minutos |
|   | DEL | Winston Daley    | Entró a los ' minutos |

| 15' · 48' · 61' · 70' | Minor Alpízar Germán Chavarría Nilton Nóbrega | 1:0 2:1 3:1 4:1 |

| 16' | José Gordon | 1:1 |

| Principal  | Luis Paulino Siles      |
| Asistentes | Carlos Luis Alfaro      |
|            | Carlos Manuel Barrantes |

| -     | POR   | Rodolfo Mora      |                       |
|       | DEF   | Minor Alpízar     |                       |
|       | DEF   | Freddy Méndez     | Salió a los ' minutos |
|       | DEF   | Miguel Lacey      |                       |
|       | DEF   | Enrique Díaz      |                       |
|       | MED   | Germán Chavarría  |                       |
|       | MED   | Asdrúbal Paniagua | Salió a los ' minutos |
|       | MED   | Róger Álvarez     |                       |
|       | MED   | Carlos Camacho    |                       |
|       | DEL   | Nilton Nóbrega    |                       |
|       | DEL   | Marvin Obando     | Salió a los ' minutos |
| D. T. | D. T. | Odir Jacques      |                       |

| -     | POR   | Gerardo Granja    |                       |
|       | DEF   | Rodolfo Villalta  |                       |
|       | DEF   | Dennis Marshall   |                       |
|       | DEF   | Jorge Alfaro      |                       |
|       | DEF   | Catalino Fonseca  | Salió a los ' minutos |
|       | MED   | Hershell McLean   |                       |
|       | MED   | César Hines       |                       |
|       | MED   | José Contreras    | Salió a los ' minutos |
|       | MED   | José Gordon       | Salió a los ' minutos |
|       | DEL   | Howard Roper      |                       |
|       | DEL   | Franklin Williams |                       |
| D. T. | D. T. | Leroy Lewis       |                       |

| - | DEF | Carlos Campos      | Entró a los ' minutos |
|   | MED | Gerardo Villalobos | Entró a los ' minutos |
|   | DEL | Fernando Montero   | Entró a los ' minutos |

| - | DEF | Luis Forbes      | Entró a los ' minutos |
|   | MED | Guillermo Fuller | Entró a los ' minutos |
|   | DEL | Winston Daley    | Entró a los ' minutos |

| 15' · 48' · 61' · 70' | Minor Alpízar Germán Chavarría Nilton Nóbrega | 1:0 2:1 3:1 4:1 |

| 16' | José Gordon | 1:1 |

| Principal  | Luis Paulino Siles      |
| Asistentes | Carlos Luis Alfaro      |
|            | Carlos Manuel Barrantes |

| -     | POR   | Rodolfo Mora      |                       |
|       | DEF   | Minor Alpízar     |                       |
|       | DEF   | Freddy Méndez     | Salió a los ' minutos |
|       | DEF   | Miguel Lacey      |                       |
|       | DEF   | Enrique Díaz      |                       |
|       | MED   | Germán Chavarría  |                       |
|       | MED   | Asdrúbal Paniagua | Salió a los ' minutos |
|       | MED   | Róger Álvarez     |                       |
|       | MED   | Carlos Camacho    |                       |
|       | DEL   | Nilton Nóbrega    |                       |
|       | DEL   | Marvin Obando     | Salió a los ' minutos |
| D. T. | D. T. | Odir Jacques      |                       |

| -     | POR   | Gerardo Granja    |                       |
|       | DEF   | Rodolfo Villalta  |                       |
|       | DEF   | Dennis Marshall   |                       |
|       | DEF   | Jorge Alfaro      |                       |
|       | DEF   | Catalino Fonseca  | Salió a los ' minutos |
|       | MED   | Hershell McLean   |                       |
|       | MED   | César Hines       |                       |
|       | MED   | José Contreras    | Salió a los ' minutos |
|       | MED   | José Gordon       | Salió a los ' minutos |
|       | DEL   | Howard Roper      |                       |
|       | DEL   | Franklin Williams |                       |
| D. T. | D. T. | Leroy Lewis       |                       |

| - | DEF | Carlos Campos      | Entró a los ' minutos |
|   | MED | Gerardo Villalobos | Entró a los ' minutos |
|   | DEL | Fernando Montero   | Entró a los ' minutos |

| - | DEF | Luis Forbes      | Entró a los ' minutos |
|   | MED | Guillermo Fuller | Entró a los ' minutos |
|   | DEL | Winston Daley    | Entró a los ' minutos |

| 15' · 48' · 61' · 70' | Minor Alpízar Germán Chavarría Nilton Nóbrega | 1:0 2:1 3:1 4:1 |

| 16' | José Gordon | 1:1 |

| Principal  | Luis Paulino Siles      |
| Asistentes | Carlos Luis Alfaro      |
|            | Carlos Manuel Barrantes |

| -     | POR   | Rodolfo Mora      |                       |
|       | DEF   | Minor Alpízar     |                       |
|       | DEF   | Freddy Méndez     | Salió a los ' minutos |
|       | DEF   | Miguel Lacey      |                       |
|       | DEF   | Enrique Díaz      |                       |
|       | MED   | Germán Chavarría  |                       |
|       | MED   | Asdrúbal Paniagua | Salió a los ' minutos |
|       | MED   | Róger Álvarez     |                       |
|       | MED   | Carlos Camacho    |                       |
|       | DEL   | Nilton Nóbrega    |                       |
|       | DEL   | Marvin Obando     | Salió a los ' minutos |
| D. T. | D. T. | Odir Jacques      |                       |

| -     | POR   | Gerardo Granja    |                       |
|       | DEF   | Rodolfo Villalta  |                       |
|       | DEF   | Dennis Marshall   |                       |
|       | DEF   | Jorge Alfaro      |                       |
|       | DEF   | Catalino Fonseca  | Salió a los ' minutos |
|       | MED   | Hershell McLean   |                       |
|       | MED   | César Hines       |                       |
|       | MED   | José Contreras    | Salió a los ' minutos |
|       | MED   | José Gordon       | Salió a los ' minutos |
|       | DEL   | Howard Roper      |                       |
|       | DEL   | Franklin Williams |                       |
| D. T. | D. T. | Leroy Lewis       |                       |

| - | DEF | Carlos Campos      | Entró a los ' minutos |
|   | MED | Gerardo Villalobos | Entró a los ' minutos |
|   | DEL | Fernando Montero   | Entró a los ' minutos |

| - | DEF | Luis Forbes      | Entró a los ' minutos |
|   | MED | Guillermo Fuller | Entró a los ' minutos |
|   | DEL | Winston Daley    | Entró a los ' minutos |

| 15' · 48' · 61' · 70' | Minor Alpízar Germán Chavarría Nilton Nóbrega | 1:0 2:1 3:1 4:1 |

| 16' | José Gordon | 1:1 |

| Principal  | Luis Paulino Siles      |
| Asistentes | Carlos Luis Alfaro      |
|            | Carlos Manuel Barrantes |

#### Final - vuelta
| -     | POR   | Gerardo Granja     |                       |
|       | DEF   | Rodolfo Villalta   |                       |
|       | DEF   | Dennis Marshall    | Salió a los ' minutos |
|       | DEF   | Jorge Alfaro       |                       |
|       | DEF   | Horacio Díaz Lucco | Salió a los ' minutos |
|       | MED   | Hershell McLean    |                       |
|       | MED   | César Hines        |                       |
|       | MED   | José Contreras     |                       |
|       | MED   | José Gordon        | Salió a los ' minutos |
|       | DEL   | Howard Roper       |                       |
|       | DEL   | Guillermo Fuller   |                       |
| D. T. | D. T. | Leroy Lewis        |                       |

| -     | POR   | Rodolfo Mora     |                       |
|       | DEF   | Minor Alpízar    |                       |
|       | DEF   | Miguel Lacey     |                       |
|       | DEF   | Enrique Díaz     |                       |
|       | DEF   | Carlos Campos    | Salió a los ' minutos |
|       | MED   | Carlos Luis Lobo | Salió a los ' minutos |
|       | MED   | Róger Álvarez    | Salió a los ' minutos |
|       | MED   | Nilton Nóbrega   |                       |
|       | MED   | Germán Chavarría |                       |
|       | DEL   | Carlos Camacho   |                       |
|       | DEL   | Marvin Obando    |                       |
| D. T. | D. T. | Odir Jacques     |                       |

| - | DEL | Franklin Williams | Entró a los ' minutos |
|   | MED | Delroy Coleman    | Entró a los ' minutos |
|   | DEL | Winston Daley     | Entró a los ' minutos |

| - | DEF | Gerardo Arce       | Entró a los ' minutos |
|   | MED | Gerardo Gutiérrez  | Entró a los ' minutos |
|   | MED | Gerardo Villalobos | Entró a los ' minutos |

| 6' · 85' | José Gordon José Contreras | 1:0 2:1 |

| 21' | Carlos Camacho | 1:1 |

| Principal  | Berny Ulloa       |
| Asistentes | Carlos Luis Monge |
|            | Enrique Torres    |

| -     | POR   | Gerardo Granja     |                       |
|       | DEF   | Rodolfo Villalta   |                       |
|       | DEF   | Dennis Marshall    | Salió a los ' minutos |
|       | DEF   | Jorge Alfaro       |                       |
|       | DEF   | Horacio Díaz Lucco | Salió a los ' minutos |
|       | MED   | Hershell McLean    |                       |
|       | MED   | César Hines        |                       |
|       | MED   | José Contreras     |                       |
|       | MED   | José Gordon        | Salió a los ' minutos |
|       | DEL   | Howard Roper       |                       |
|       | DEL   | Guillermo Fuller   |                       |
| D. T. | D. T. | Leroy Lewis        |                       |

| -     | POR   | Rodolfo Mora     |                       |
|       | DEF   | Minor Alpízar    |                       |
|       | DEF   | Miguel Lacey     |                       |
|       | DEF   | Enrique Díaz     |                       |
|       | DEF   | Carlos Campos    | Salió a los ' minutos |
|       | MED   | Carlos Luis Lobo | Salió a los ' minutos |
|       | MED   | Róger Álvarez    | Salió a los ' minutos |
|       | MED   | Nilton Nóbrega   |                       |
|       | MED   | Germán Chavarría |                       |
|       | DEL   | Carlos Camacho   |                       |
|       | DEL   | Marvin Obando    |                       |
| D. T. | D. T. | Odir Jacques     |                       |

| - | DEL | Franklin Williams | Entró a los ' minutos |
|   | MED | Delroy Coleman    | Entró a los ' minutos |
|   | DEL | Winston Daley     | Entró a los ' minutos |

| - | DEF | Gerardo Arce       | Entró a los ' minutos |
|   | MED | Gerardo Gutiérrez  | Entró a los ' minutos |
|   | MED | Gerardo Villalobos | Entró a los ' minutos |

| 6' · 85' | José Gordon José Contreras | 1:0 2:1 |

| 21' | Carlos Camacho | 1:1 |

| Principal  | Berny Ulloa       |
| Asistentes | Carlos Luis Monge |
|            | Enrique Torres    |

| -     | POR   | Gerardo Granja     |                       |
|       | DEF   | Rodolfo Villalta   |                       |
|       | DEF   | Dennis Marshall    | Salió a los ' minutos |
|       | DEF   | Jorge Alfaro       |                       |
|       | DEF   | Horacio Díaz Lucco | Salió a los ' minutos |
|       | MED   | Hershell McLean    |                       |
|       | MED   | César Hines        |                       |
|       | MED   | José Contreras     |                       |
|       | MED   | José Gordon        | Salió a los ' minutos |
|       | DEL   | Howard Roper       |                       |
|       | DEL   | Guillermo Fuller   |                       |
| D. T. | D. T. | Leroy Lewis        |                       |

| -     | POR   | Rodolfo Mora     |                       |
|       | DEF   | Minor Alpízar    |                       |
|       | DEF   | Miguel Lacey     |                       |
|       | DEF   | Enrique Díaz     |                       |
|       | DEF   | Carlos Campos    | Salió a los ' minutos |
|       | MED   | Carlos Luis Lobo | Salió a los ' minutos |
|       | MED   | Róger Álvarez    | Salió a los ' minutos |
|       | MED   | Nilton Nóbrega   |                       |
|       | MED   | Germán Chavarría |                       |
|       | DEL   | Carlos Camacho   |                       |
|       | DEL   | Marvin Obando    |                       |
| D. T. | D. T. | Odir Jacques     |                       |

| - | DEL | Franklin Williams | Entró a los ' minutos |
|   | MED | Delroy Coleman    | Entró a los ' minutos |
|   | DEL | Winston Daley     | Entró a los ' minutos |

| - | DEF | Gerardo Arce       | Entró a los ' minutos |
|   | MED | Gerardo Gutiérrez  | Entró a los ' minutos |
|   | MED | Gerardo Villalobos | Entró a los ' minutos |

| 6' · 85' | José Gordon José Contreras | 1:0 2:1 |

| 21' | Carlos Camacho | 1:1 |

| Principal  | Berny Ulloa       |
| Asistentes | Carlos Luis Monge |
|            | Enrique Torres    |

| -     | POR   | Gerardo Granja     |                       |
|       | DEF   | Rodolfo Villalta   |                       |
|       | DEF   | Dennis Marshall    | Salió a los ' minutos |
|       | DEF   | Jorge Alfaro       |                       |
|       | DEF   | Horacio Díaz Lucco | Salió a los ' minutos |
|       | MED   | Hershell McLean    |                       |
|       | MED   | César Hines        |                       |
|       | MED   | José Contreras     |                       |
|       | MED   | José Gordon        | Salió a los ' minutos |
|       | DEL   | Howard Roper       |                       |
|       | DEL   | Guillermo Fuller   |                       |
| D. T. | D. T. | Leroy Lewis        |                       |

| -     | POR   | Rodolfo Mora     |                       |
|       | DEF   | Minor Alpízar    |                       |
|       | DEF   | Miguel Lacey     |                       |
|       | DEF   | Enrique Díaz     |                       |
|       | DEF   | Carlos Campos    | Salió a los ' minutos |
|       | MED   | Carlos Luis Lobo | Salió a los ' minutos |
|       | MED   | Róger Álvarez    | Salió a los ' minutos |
|       | MED   | Nilton Nóbrega   |                       |
|       | MED   | Germán Chavarría |                       |
|       | DEL   | Carlos Camacho   |                       |
|       | DEL   | Marvin Obando    |                       |
| D. T. | D. T. | Odir Jacques     |                       |

| - | DEL | Franklin Williams | Entró a los ' minutos |
|   | MED | Delroy Coleman    | Entró a los ' minutos |
|   | DEL | Winston Daley     | Entró a los ' minutos |

| - | DEF | Gerardo Arce       | Entró a los ' minutos |
|   | MED | Gerardo Gutiérrez  | Entró a los ' minutos |
|   | MED | Gerardo Villalobos | Entró a los ' minutos |

| 6' · 85' | José Gordon José Contreras | 1:0 2:1 |

| 21' | Carlos Camacho | 1:1 |

| Principal  | Berny Ulloa       |
| Asistentes | Carlos Luis Monge |
|            | Enrique Torres    |

|                                     |
|                                     |
| Campeón C. S. Herediano 18.º título |

## Estadísticas

### Tabla de goleadores
Lista con los máximos anotadores de la temporada.
| Pos. | Jugador            | Equipo     | Goles |
| ---- | ------------------ | ---------- | ----- |
| 1.º  | Evaristo Coronado  | Saprissa   | 23    |
| 2.º  | Luis Fernández     | Saprissa   | 13    |
| 3.º  | Gerardo Villalobos | Herediano  | 12    |
| =    | Jorge Picado       | San José   | 12    |
| 5.º  | Omar Arroyo        | Ramonense  | 11    |
| 6.º  | Virgilio González  | San Carlos | 10    |
| =    | Howard Rooper      | Limonense  | 10    |
| =    | José Gordon        | Limonense  | 10    |